# Portrait de Frumence Biche en civil
Portrait de Frumence Biche en civil est un tableau du peintre français Henri Rousseau réalisé vers 1891. Cette huile sur toile naïve est un portrait en buste d'Edmond-Frumence Biche, gardien de la paix, offert par l'artiste à son épouse peu après leur mariage. Le modèle est ici figuré en tenue civile, mais Rousseau l'a par ailleurs peint en pied vêtu de son uniforme. L'œuvre est conservée au musée international d'art naïf Anatole-Jakovsky, à Nice.

## Présentation

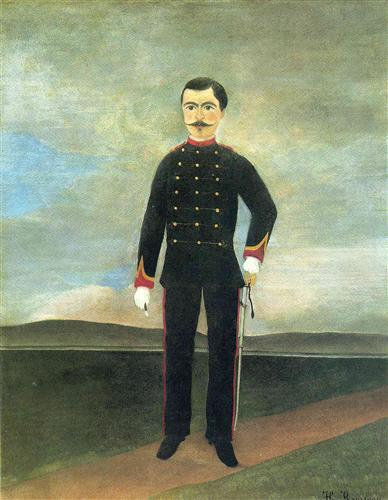
Autre portrait de Frumence Biche par Henri Rousseau.